# Кожин, Игорь Сергеевич
И́горь Серге́евич Ко́жин (27 декабря 1960, Ленинград, РСФСР, СССР) — российский военно-морской лётчик и военачальник. Начальник морской авиации Военно-Морского Флота (2010—2020), заслуженный военный лётчик Российской Федерации (2008), военный лётчик-снайпер (1994), Герой Российской Федерации (6.01.1999). Генерал-майор (12.06.2006).

## Биография
Родился 27 декабря 1960 года в Ленинграде.
В Вооружённых Силах СССР с 1978 года. В 1982 году окончил Ейское высшее военное авиационное училище лётчиков имени В. М. Комарова. С ноября 1982 года служил старшим лётчиком, с ноября 1983 — командиром звена в 846-м отдельном морском штурмовом авиаполку ВВС Балтийского флота. С марта 1986 года проходил службу в 100-м корабельном истребительном авиаполку Центра боевого применения и переучивания лётного состава морской авиации в г. Саки: старший лётчик-инструктор, с 1986 — командир авиаотряда — старший лётчик-инструктор, с февраля 1989 года — заместитель командира эскадрильи — штурман эскадрильи и полка.
В 1992 году окончил Военно-морскую академию имени Н. Г. Кузнецова. После окончания академии переведён в ВВС Северного флота и назначен для дальнейшей службы в 279-й отдельный корабельный истребительный авиационный полк имени дважды Героя Советского Союза Б. Ф. Сафонова на должность командира эскадрильи. Входил в первую группу лётчиков российской палубной авиации, готовившуюся под руководством Тимура Апакидзе. В августе 1994 года первым среди строевых лётчиков выполнил посадку истребителя Су-27К на палубу тяжёлого авианесущего крейсера «Адмирал Флота Советского Союза Кузнецов». В 1999 году одним из первых стал выполнять ночные взлёты с палубы отечественного авианосца, а в октябре этого года вновь первым среди лётчиков флота выполнил ночную посадку на палубу. Освоил элементы высшего пилотажа «Колокол» и «Кобра Пугачёва». С марта 1995 года — заместитель командира, а с декабря 1998 года — командир 279-го корабельного истребительного авиационного полка имени дважды Героя Советского Союза Б. Ф. Сафонова, дислоцированного в Североморске-3. В начале 2000-х годов имел свыше 2 000 часов налёта, выполнил 160 посадок на палубу ТАВКР «Адмирал Флота Советского Союза Кузнецов».
Указом Президента Российской Федерации от 6 января 1999 года за высокие показатели в служебной деятельности, мужество и отвагу, проявленные при освоении авиационной техники последнего поколения полковнику Кожину Игорю Сергеевичу присвоено звание Героя Российской Федерации с вручением медали «Золотая Звезда» № 475.
С февраля 2002 года — заместитель командующего ВВС Балтийского флота, с декабря 2002 до сентября 2003 — заместитель командующего ВВС и ПВО Балтийского флота по авиации. Затем направлен учиться в академию.
В 2005 году окончил Военную академию Генерального штаба Вооружённых Сил Российской Федерации. В июне 2005 года назначен начальником штаба — первым заместителем начальника ВВС Северного флота, с февраля 2008 года — начальником ВВС Северного флота.
С октября 2010 года — начальник морской авиации Военно-Морского Флота.
С 2020 года генерал-майор И. С. Кожин — в запасе. Работает заместителем генерального директора по научно-техническому сотрудничеству Авиамоторного научно-технического комплекса «Союз».
Увлекается игрой в хоккей с шайбой.

## Награды
- медаль «Золотая Звезда» Героя Российской Федерации № 475 (6.01.1999) — за высокие показатели в служебной деятельности, мужество и отвагу, проявленные при освоении авиационной техники последнего поколения[7]
- орден Мужества (17.08.1995)
- орден «За военные заслуги»
- государственные и ведомственные медали СССР и России
- «Заслуженный военный лётчик Российской Федерации» (13.12.2007[8])
- «Военный лётчик-снайпер» (1995)

## Сочинения
- Кожин И. С., Малый А. Н. Роль морской авиации в вооруженной борьбе на море в современных условиях.  // Военная мысль. — 2021. — № 3. — С.49—57.